# Homa Bay

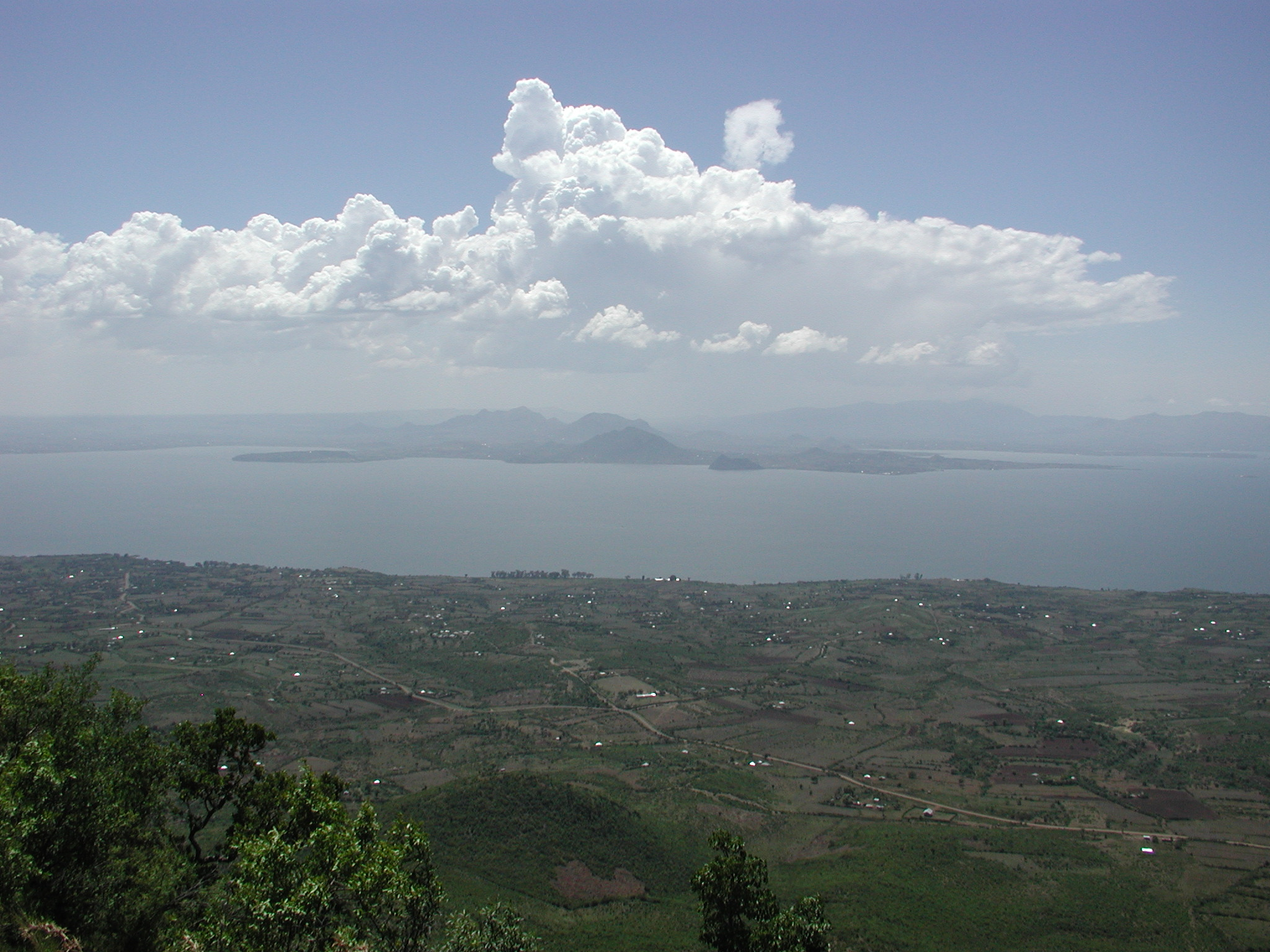
Utsikt från Mount Homa över bukten där Homa Bay ligger.

Homa Bay är en ort och kommun i distriktet Homa Bay i provinsen Nyanza i Kenya. Centralorten hade 28 361 invånare vid folkräkningen 2009, med 59 844 invånare i hela kommunen.